# Manville (Wyoming)
Manville es un pueblo ubicado en el condado de Niobrara en el estado estadounidense de Wyoming. En el año 2010 tenía una población de 95 habitantes y una densidad poblacional de 135.71 personas por km² .

## Geografía
Manville se encuentra ubicado en las coordenadas 42°39′51.57″N 104°5′28.54″O / 42.6643250, -104.0912611. Según la Oficina del Censo, la localidad tiene un área total de 0,7 km² (0,3 mi²), de la cual 0,7 km² (0,3 mi²) es tierra y 0 km² (0 mi²) (0.0%) es agua.

### Localidades adyacentes
El siguiente diagrama muestra a las localidades en un radio de 88 kilómetros (54,7 mi) de Manville.

## Demografía
En el 2000 la renta per cápita promedia del hogar era de $15.833, y el ingreso promedio para una familia era de $28.750. El ingreso per cápita para la localidad era de $11.386. En 2000 los hombres tenían un ingreso per cápita de $41.250 contra $21.250 para las mujeres. Alrededor de 3.6% estaba bajo el umbral de pobreza nacional.